# Kostel svatého Jiří (Dětřichov nad Bystřicí)
Kostel svatého Jiří v Dětřichově nad Bystřicíí původně dřevěný z roku 1532 byl nahrazený v letech 1771–1773 novou zděnou stavbou v klasicistním slohu. V roce 2015 byl opraven. Kostel je kulturní památkou České republiky.

## Historie
Dětřichov vznikal v období 1317 až 1318. V roce 1532 byl postaven dřevěný kostel zasvěcený svatému Jiří (některé prameny  uvádějí vznik kostela do roku 1350). V letech 1771–1773 (někdy se uvádí 1766–1767) byl nahrazen zděnou stavbou v klasicistním slohu. Stavební úpravy probíhaly v druhé polovině 19. století. Po druhé světové válce kostel chátral a byl několikrát vykraden. Dne 1. března 2008 vichřic strhla věžovou kopuli. V roce 2013 byl kostel opraven.

## Popis
Neorientovaná jednolodní stavba s půlkruhovým kněžištěm a malou sakristií připojenou ze západní strany.Kostel je orientován severním směrem k bráně hřbitova vysokou hranolovitou věží s hlavním vstupem, který chrání nízké zádveří. Fasády lodi jsou hladké, čtvercového půdorysu a jsou prolomeny okny s půlkruhovým záklenkem. Kopulová klenba byla v 1843–1846 nahrazena plochým stropem a byla opravena střecha. Kněžiště má valenou klenbu. Na dřevěném kůru jsou barokní varhany které postavil A. Steinunger z Andělské Hory.